# Karina Ramos Leitón
Karina Ramos Leitón (Heredia, 14 de julio de 1993) es una modelo, reina de belleza, presentadora, actriz y empresaria costarricense. Ganadora del certamen Miss Costa Rica 2014 y representante de dicho país en el Miss Universo 2014. Una de las costarricenses más seguidas en redes sociales debido a su trayectoria internacional como modelo, empresaria y conductora de televisión.
Karina Ramos, mujer costarricense, que inició su carrera a corta edad trabajando como conductora de televisión en un programa infantil en su país Costa Rica. Desde niña disfrutando participar en comerciales de televisión, sesiones de fotos y pasarelas hasta que al finalizar su educación secundaria decide participar en diferentes certámenes de belleza y dedicarse más al modelaje. 
Ha participado en diversos concursos de belleza internacional como Miss Supranacional, siendo la primera tica en clasificar al top 20, Reinado Internacional de la Ganadería, siendo virreina, Reinado Internacional de la Paz, donde fue nombrada ganadora, Miss Turismo Latino y otros. Karina trabajó en el espacio de espectáculos de Teletica "De Boca en Boca" de febrero del 2016 a abril de 2016, también laboró en el espacio 7 Estrellas de abril de 2016 a mayo del 2017, actualmente tiene su propia academia de crecimiento personal enfocada en el desarrollo de talentos de la cual es directora llamada "Imagination Empowerment School" y lanzó en el 2019 su línea de ropa Fireproof que se enfoca en crear outfits cómodos para viajar y también prendas para combinar con tu mascota.
En el 2021, se muda a México para iniciar su trabajo como conductora de televisión en Televisa mientras continúa, al igual que en los últimos años, su participación como invitada especial en Miami Swim Week, New York Fashion Week y Los Angeles Fashion Week. Este mismo año también recibe la nominación como Influencer Latina del año en los E! People’s Choice  Awards.

## Biografía
Nació en Heredia, el 14 de julio de 1993, hija de Juan Carlos Ramos e Sandra Leitón. Ramos es una de las costarricenses más seguidas en redes sociales. Ella inicia su carrera en televisión y modelaje antes de sus 10 años. Para el año 2011 inicia sus estudios en la carrera de Relaciones Públicas en la Universidad Latina de Costa Rica. Unos años después se convierte en Miss Costa Rica 2014 y sigue su carrera como conductora y modelo de manera muy exitosa a nivel nacional e internacional. Karina declaró que aunque sus inicios fueron en Radio y Televisión, su verdadera pasión además de las Relaciones Públicas es motivar a otras personas a cumplir sus sueños a través de sus redes sociales.

## Inicios
Debutó en la televisión siendo una niña de apenas 8 años en el programa "RG Elementos", después de ello con tan solo 15 años de edad fue parte del elenco en "VM Latino", un canal musical y juvenil donde se desempeñó como presentadora; sin embargo no laboró mucho tiempo en este medio por ser menor de edad y por las limitaciones que esto conllevaba. Ramos también se desempeñó como locutora en varias emisoras radiales de Costa Rica.
Al finalizar sus estudios regresa al VM Latino y retoma su carrera como modelo, para al mismo tiempo incursionar en los certámenes de belleza. 

## Concursos de Belleza

### Miss Supranacional 2012
Fue la encargada del debut de Costa Rica en el Miss Supranacional 2012 realizado en Polonia a inicios de agosto del mencionado año. Ramos tuvo una destacada participación y al final de la noche quedó ubicada dentro de las 20 semifinalistas.

### Miss Belleza Americana 2013
Participó en Miss Belleza Americana 2013, certamen llevado a cabo en El Salvador y donde quedó posicionada como tercera finalista siendo una de las mejores participaciones de Costa Rica en dicho concurso. En el certamen también recibió el premio como la mejor figura.

### Reina Internacional de la Paz 2013
Participó en la primera edición de dicho concurso que se llevó a cabo en Guatemala. Se corona como la primera ganadora de la historia de ese certamen.

### Reina Internacional de la Ganadería 2013
Este certamen se llevó a cabo en el departamento de Córdoba de Colombia. Quedó posicionada como virreina y recibió el premio como "Reina de los Periodistas".

### Miss Turismo Latino 2013
Dicho certamen se realizó en Ecuador. Representó a Costa Rica donde destacó dentro del resto de las candidatas. Quedó posicionada como tercera finalista y recibió las premiaciones especiales como Miss Cultura y el Mejor Rostro.

## Miss Costa Rica 2014
Con solo 20 años audicionó para el Miss Costa Rica logrando ser una de las 60 candidatas preseleccionadas, posteriormente queda seleccionada dentro de las diez rumbo a la final del certamen. En la final, representó la provincia de Heredia y compitió con otras 9 participantes; cabe destacar que Ramos obtuvo las mejores calificaciones de la noche.
Finalmente al finalizar el certamen, se alza con la corona de Miss Costa Rica y obtiene el derecho de representar dicho país en el Miss Universo 2014 que se llevó a cabo en Doral, Florida, Estados Unidos el 25 de enero de 2015 donde no logró destacar en el grupo de semifinalistas a pesar de ser considerada una de las máximas favoritas a ganar la corona por medios de comunicación y seguidores de certámenes de belleza.
| Predecesor: -                | Miss Supranacional Costa Rica 2012 | Sucesor: Elena Correa Usuga |
| Predecesor: -                | Reina Internacional de la Paz 2013 | Sucesor: Gaby Pastor        |
| Predecesor: Fabiana Granados | Miss Costa Rica 2014               | Sucesor: Brenda Castro      |

## Televisión y Radio
2001 Conductora en RG Elementos 
2005 Locutora en Vox FM
2008 Conductor en VM Latino 
2009 Locutora en Yeah FM
2010 Conductora en VM Latino
2016 Conductora en De Boca en Boca, Teletica
2016 Conductora en Miss Costa Rica 2016
2016 Participante en Dancing With The Stars Costa Rica
2016 Conductora en 7 Estrellas 
2017 Conductora en Miss Costa Rica 2017
2017 Conductora en Destinos TV
2018 Conductora en Miss Costa Rica 2018
2020 Creadora de contenido para cápsulas de Acceso Total, Telemundo
2020 Corresponsal de The Ball Out
2021 Conductora en Telehit, Televisa 
2021 Actriz en Paroniria, cine costarricense 
2021 Actriz en Perdiendo el Juicio, serie de Televisa 